# غلين كولر
غلين كولر (بالإنجليزية: Glen Culler)‏ (و. 1927 – 2003 م) هو عالِم حاسب آلي من الولايات المتحدة الأمريكية .
توفي عن عمر يناهز 76 عاماً.

## جوائز
حصل على جوائز منها:
- قلادة العلوم الوطنية الأمريكية في مجال التكنولوجيا والإبتكار.